# Odine Johne
Odine Johne est une actrice allemande née le 21 mars 1987 à Stuttgart.

## Filmographie
- 2005 : Sen - Das verlorene Licht (court métrage) : la fille
- 2007 : Wie verführ' ich meinen Ehemann (téléfilm) : Lilly
- 2007 : Wilde Vögel fliegen (court métrage) : Marina
- 2007 : R.I.S. - Die Sprache der Toten (série télévisée) : Lena Birkner
- 2008 : Post Mortem (série télévisée) : Kirsten Wagner
- 2008 : Die Welle : Maja
- 2008 : It Could Happen to You (court métrage) : Vanessa
- 2008 : Die Stein (série télévisée)
- 2008 : Brüderchen und Schwesterchen (téléfilm) : la sœur
- 2009 : SOKO Wismar (série télévisée) : Saskia Weber
- 2009 : Unverwundbar (court métrage) : Steff
- 2009 : Polizeiruf 110 (série télévisée) : Lilly Dahlenberg
- 2010 : Küstenwache (série télévisée) : Lara Holgersen
- 2010 : Manolo (court métrage) : Linda
- 2010 : Das Blaue vom Himmel (court métrage) : Marie
- 2011 : Weisst du eigentlich dass ganz viele Blumen blühen im Park (court métrage) : Lena
- 2011 : E.+U. (court métrage) : Steffi
- 2013 : Dornröschen (court métrage)
- 2013 : Der Staatsanwalt (série télévisée) : Diana Steinwalk
- 2013 : Die rechte Hand (court métrage) : Steffi Helbig
- 2014 : Jack : Kati
- 2014 : Nocebo (court métrage) : Anna
- 2014 : Nordland : Eleni
- 2015 : Agnes : Agnes